# Juan Fernando Fonseca
Pour les articles homonymes, voir Fonseca.
 (septembre 2014).
Si vous disposez d'ouvrages ou d'articles de référence ou si vous connaissez des sites web de qualité traitant du thème abordé ici, merci de compléter l'article en donnant les références utiles à sa vérifiabilité et en les liant à la section « Notes et références ».
Juan Fernando Fonseca, plus connu comme Fonseca, est un chanteur colombien, né le 29 mai 1979 à Bogota. Son style, fortement influencé par Carlos Vives, est un mélange de musique traditionnelle colombienne, comme le Vallenato, avec d'autres apport de musique latine.
Fonseca commence sa carrière en 2002 avec un premier CD homonyme, Fonseca, qui remporte un certain succès en Colombie. L’album contient des titres comme Magangue, Confiésame, et Noche de Carnaval.
En 2005, il sort un deuxième CD chez EMI Capitol, intitulé Corazón et compte des succès comme Te Mando Flores, Hace Tiempo, Lagartija Azul, et Mercedes. 
Fonseca a remporté un Latin Grammy pour sa chanson Te Mando Flores en 2006 et un MTV Latin America Tongue award pour sa vidéo Como me Mira la même année.